# Akira (film)
Akira (アキラ) japanski je anime naučnofantastični film iz 1988. kojeg je režirao Kacuhiro Otomo, napisali Otomo i Izo Hašimoto, a glasove posudili Micuo Ivata, Nozomu Sasaki, Mami Kojama i Taro Išida. Scenarij se temelji na istoimenoj mangi koju je napisao sam Otomo, te obuhvaća samo prvu polovicu priče. Film prikazuje distopijsku verziju Tokija 2019. godine, u kojem se odigrava glavna radnja: tinejdžer i vozač motociklista Tecuo Šima otkriva da ima telekinetičke moći, pa vođa njegove klike, Šotaro Kaneda, pokušava spriječiti Tecua od oslobađanja razornih moći nazvanih Akira. 
Iako je većina likova adaptirano iz originalne, epske mange od 2182 stranica, priča je dramatično sažeta i skraćena za film, te je uglavnom izbacila drugi dio stripa. Akira je postao kultni film te se smatra prijelomnim ostvarenjem japanske animacije, te se uspio probiti i na međunarodno tržište, zbog čega mu neki pripisuju pokretanje zanimanja za anime na Zapadu. U časopisu Animage, Akira je 1989. osvojio peto mjesto na listi 20 najboljih animea godine, sa 642 glasa (prvo mjesto je zauzeo Moj komšija Totoro).

## Radnja
Godine 1988. Tokio je uništen od eksplozije u 3. svjetskom ratu. Godine 2019. Tokio je obnovljen i nazvan Neo-Tokio, ali je pun kriminala i uličnih bandi. Tinejdžer Tecuo jedne noći naleti na jednog čudnog, zelenog dječaka koji posjeduje telekinetičke moći. Ubrzo obojica bivaju oteti od vojske i stavljeni u tajni laboratorij koji istražuje telekinetičke moći. Ubrzo i Tecuo počinje dobivati te neobične moći te u bijesu uspije pobjeći iz laboratorija te uništavati cijeli grad. Istodobno, tinejdžer Kaneda i djevojka Kei traže svojeg prijatelja Tecua i nemaju pojma da je ovaj poprimio nadljudske moći...

## Uloge
| Lik              | Japanska verzija  | Engleska verzija (1988) | Druga engleska verzija (2001) |
| ---------------- | ----------------- | ----------------------- | ----------------------------- |
| Šotaro Kaneda    | Micuo Ivata       | Kam Klark               | Džoni Jong Boš                |
| Tecuo Šima       | Nozomu Sasaki     | Džan Rabson             | Džošua Set                    |
| Kei (Kej)        | Mami Kojama       | Lara Kodi               | Vendi Li                      |
| Pukovnik         | Taro Išida        | Toni Papa               | Džejms Lajon                  |
| Doktor Oniši     | Mizuho Suzuki     | Luis Arket              | Sajmon Preskot                |
| Rjusaku (Roj)    | Tecušo Genda      | Stiv Krajmer            | Bob Bušolz                    |
| Kijoko (Br. 25)  | Fukue Ito         | Melora Hart             | Sendi Foks                    |
| Takaši (Br. 26)  | Tacuhiko Nakamura | Barbara Gudson          | Kodi Mekenzi                  |
| Masaru (Br. 27)  | Kazuhiro Kando    | Bob Bergen              | Travis Viver                  |
| Kaori            | Juriko Fućizaki   | Barbara Gudson          | Mišel Ruf                     |
| Jamagata (Jama)  | Masaki Okura      | Toni Papa               | Majkl Lindzi                  |
| Kaisuke (Kai)    | Takeši Kusao      | Bob Bergen              | Antoni Pulcini                |
| Nezu             | Hiroši Otake      | Toni Papa               | Majk Renolds                  |
| Mijako           | Koiči Kitamura    | Stiv Krajmer            | Vilijam Frederik Najt         |
| Inspektor        | Mičihiro Ikemizu  | Bob Bergen              | Stiv Stejli                   |
| Eiči Vatanabe    | Taro Arakava      | Bob Bergen              | Ted Rej                       |
| Micuru Kuvata    | Jukimasa Kišino   | Toni Papa               | Skip Stelreht                 |
| Judži Takejama   | Masato Hirano     | Džan Rabson             | Edi Frierson                  |
| Vojska           | Kazumi Tanaka     | Stiv Krajmer            | Toni Oliver                   |
| Harukija, barmen | Josuke Akimoto    | Bob Bergen              | Džon Snajder                  |

## Spoljašnje veze
- Званични веб-сајт  (језик: јапански)
- Akira на веб-сајту  (језик: енглески)
- Akira (филм) на веб-сајту